# ثلاثة أيام من دي بان للسيدات 2022
ثلاثة أيام من دي بان للسيدات 2022 (بالفرنسية: Classic Bruges-La Panne féminine 2022)‏ هو سباق دراجات هوائية، وهو الموسم الخامس من ثلاثة أيام من دي بان للسيدات ‏، وأقيم في 24 مارس 2022 ضمن سباقات طواف العالم للدراجات للسيدات 2022، وشارك فيه 135 متسابقاً ووصل إلى نهايته 125 متسابقاً.
فاز بالمركز الأول إليسا بالسامو، وبالمركز الثاني لورينا ويبيس، وبالمركز الثالث مارتا باستيانيلي.

## الفرق
| فرق سيدات عالمية (12)- Liv AlUla Jayco ‏ - كانيون–إس آر إيه إم ريسينغ 2022 ‏ - FDJ–Suez ‏ - رالي سايكلنج 2022 ‏ - ليف ريسينغ 2022 ‏ - موفيستار للسيدات 2022 ‏ - فريق رولان كوجياس إديلويس 2022 ‏ - إس دي وركس 2022 ‏ - Lidl–Trek (women's team) ‏ - فريق سنويب للسيدات 2022 ‏ - يو أي أيه تيم 2022 ‏ - فريق أونو إكس برو للدراجات للسيدات 2022 ‏ فرق دراجات قارية سيدات (11)- بنجوال شوفالمير-فان إيك سبورت 2022 ‏ - Ceratizit Pro Cycling ‏ - كوب هايتك بوردكتس 2022 ‏ - لي كول واهو 2022 ‏ - لوتو سودال للسيدات 2022 ‏ - مولتوم أكونتانتس 2022 ‏ - إن إكس تي جي ريسينغ 2022 ‏ - باركهوتل فالكنبورغ 2022 ‏ - بلانتور بورا 2022 ‏ - روبل كليننينج 2022 ‏ - فالكار ترافل سيرفس 2022 ‏ |  |
| |  |

## المشاركون
| FDJ–Suez ‏ FSF | FDJ–Suez ‏ FSF      | FDJ–Suez ‏ FSF |
| ------------- | ------------------ | ------------- |
| م             | عداء               | مرتبة         |
| 1             | غريس براون         | 107           |
| 2             | Stine Borgli ‏      | 111           |
| 3             | Clara Copponi ‏     | 10            |
| 4             | أوجيني دوفال       | 104           |
| 5             | Maëlle Grossetête ‏ | 108           |
| 6             | إميليا فهلين       | 40            |

| إس دي وركس ‏ SDW | إس دي وركس ‏ SDW       | إس دي وركس ‏ SDW |
| --------------- | --------------------- | --------------- |
| م               | عداء                  | مرتبة           |
| 11              | لوت كوبيكي (طريق)     | 9               |
| 12              | إيلينا سيتشيني        | 50              |
| 13              | روكسان فورنييه        | 84              |
| 14              | كريستين ماجروس (طريق) | 28              |
| 15              | Lonneke Uneken ‏       | 4               |

| Lidl–Trek (women's team) ‏ TFS | Lidl–Trek (women's team) ‏ TFS | Lidl–Trek (women's team) ‏ TFS |
| ----------------------------- | ----------------------------- | ----------------------------- |
| م                             | عداء                          | مرتبة                         |
| 21                            | إليسا بالسامو (طريق)          | 1                             |
| 22                            | شيرين فان أنروي               | 92                            |
| 23                            | أمالي ديديريكسن (طريق)        | 70                            |
| 24                            | Lauretta Hanson ‏              | 96                            |
| 25                            | كلو هوسكينغ                   | 16                            |
| 26                            | ليتيزيا باتيرنوستر            | 49                            |

| كانيون–إس آر إيه إم ‏ CSR | كانيون–إس آر إيه إم ‏ CSR | كانيون–إس آر إيه إم ‏ CSR |
| ------------------------ | ------------------------ | ------------------------ |
| م                        | عداء                     | مرتبة                    |
| 31                       | Alice Barnes             | 8                        |
| 32                       | Shari Bossuyt ‏           | 20                       |
| 33                       | إيلا هاريس               | لم يكمل السباق           |
| 34                       | Pauliena Rooijakkers ‏    | 52                       |
| 35                       | تيفاني كرومويل           | 26                       |

| رالي سايكلنج ‏ HPW | رالي سايكلنج ‏ HPW   | رالي سايكلنج ‏ HPW |
| ----------------- | ------------------- | ----------------- |
| م                 | عداء                | مرتبة             |
| 41                | ليلي وليامز         | 17                |
| 42                | Henrietta Christie ‏ | 47                |
| 43                | ميكي كروجر          | 43                |
| 44                | Makayla MacPherson‏  | 30                |
| 45                | Marit Raaijmakers ‏  | 41                |
| 46                | Evy Kuijpers ‏       | 44                |

| ليف ريسينغ ‏ LIV | ليف ريسينغ ‏ LIV      | ليف ريسينغ ‏ LIV |
| --------------- | -------------------- | --------------- |
| م               | عداء                 | مرتبة           |
| 51              | Rachele Barbieri ‏    | 74              |
| 52              | إيفا بورمان          | 86              |
| 53              | Valerie Demey ‏       | 77              |
| 54              | أليسون جاكسون (طريق) | 75              |
| 55              | Katia Ragusa ‏        | 125             |
| 56              | Amber van der Hulst ‏ | 99              |

| موفيستار للسيدات ‏ MOV | موفيستار للسيدات ‏ MOV         | موفيستار للسيدات ‏ MOV |
| --------------------- | ----------------------------- | --------------------- |
| م                     | عداء                          | مرتبة                 |
| 61                    | Emma Norsgaard                | 6                     |
| 62                    | أود بيانيك                    | 33                    |
| 63                    | Jelena Erić (cyclist) ‏ (طريق) | 55                    |
| 64                    | باربرا جوارشي                 | 21                    |
| 65                    | أليسيا غونزاليس بلانكو        | 34                    |
| 66                    | Lourdes Oyarbide ‏             | 42                    |

| فريق كوجياس ميتلر لوك برو للدراجات ‏ CGS | فريق كوجياس ميتلر لوك برو للدراجات ‏ CGS | فريق كوجياس ميتلر لوك برو للدراجات ‏ CGS |
| --------------------------------------- | --------------------------------------- | --------------------------------------- |
| م                                       | عداء                                    | مرتبة                                   |
| 71                                      | Hannah Buch ‏                            | 59                                      |
| 72                                      | تمارا بالابولينا ‏                       | 100                                     |
| 73                                      | غولناز خاتونتسيفا                       | لم يكمل السباق                          |
| 74                                      | ديانا كليموفا                           | 101                                     |
| 76                                      | Léa Stern‏                               | لم يكمل السباق                          |

| Liv AlUla Jayco ‏ BEX | Liv AlUla Jayco ‏ BEX | Liv AlUla Jayco ‏ BEX |
| -------------------- | -------------------- | -------------------- |
| م                    | عداء                 | مرتبة                |
| 81                   | جيسيكا ألين          | 118                  |
| 82                   | جورجيا بيكر          | 114                  |
| 83                   | Teniel Campbell ‏     | 73                   |
| 84                   | جورجيا وليامز        | 71                   |
| 85                   | Arianna Fidanza ‏     | 15                   |
| 86                   | نينا كيسلر           | 60                   |

| فريق سنويب للسيدات ‏ DSM | فريق سنويب للسيدات ‏ DSM | فريق سنويب للسيدات ‏ DSM |
| ----------------------- | ----------------------- | ----------------------- |
| م                       | عداء                    | مرتبة                   |
| 91                      | لورينا ويبيس            | 2                       |
| 92                      | Léa Curinier ‏           | 122                     |
| 93                      | Megan Jastrab ‏          | 121                     |
| 94                      | ليا كيرشمان             | 35                      |
| 95                      | Charlotte Kool ‏         | 53                      |
| 96                      | Esmée Peperkamp ‏        | 124                     |

| يو أي أيه تيم ‏ UAD | يو أي أيه تيم ‏ UAD  | يو أي أيه تيم ‏ UAD |
| ------------------ | ------------------- | ------------------ |
| م                  | عداء                | مرتبة              |
| 101                | مارتا باستيانيلي    | 3                  |
| 102                | Maaike Boogaard ‏    | 13                 |
| 103                | يوجينة بوجاك (طريق) | 39                 |
| 104                | Linda Zanetti ‏      | 89                 |
| 105                | صوفيا بيرتيزولو     | 57                 |
| 106                | Anna Trevisi ‏       | 54                 |

| فريق أونو إكس برو للدراجات للسيدات ‏ UXT | فريق أونو إكس برو للدراجات للسيدات ‏ UXT | فريق أونو إكس برو للدراجات للسيدات ‏ UXT |
| --------------------------------------- | --------------------------------------- | --------------------------------------- |
| م                                       | عداء                                    | مرتبة                                   |
| 111                                     | سوزان أندرسن                            | 12                                      |
| 112                                     | Rebecca Koerner ‏                        | 90                                      |
| 113                                     | Julie Norman Leth ‏                      | 113                                     |
| 114                                     | هانا لودفيغ                             | 63                                      |
| 115                                     | Wilma Olausson ‏                         | 91                                      |
| 116                                     | Mie Bjørndal Ottestad ‏                  | 46                                      |

| Ceratizit Pro Cycling ‏ WNT | Ceratizit Pro Cycling ‏ WNT    | Ceratizit Pro Cycling ‏ WNT |
| -------------------------- | ----------------------------- | -------------------------- |
| م                          | عداء                          | مرتبة                      |
| 121                        | ساندرا ألونسو                 | 119                        |
| 122                        | فرانزيسكا بروس                | 120                        |
| 123                        | ماريا جوليا كونفالونيري       | 51                         |
| 124                        | Lara Vieceli ‏                 | 83                         |
| 125                        | Kathrin Schweinberger ‏ (طريق) | 81                         |
| 126                        | Lea Lin Teutenberg ‏           | 18                         |

| باركهوتل فالكنبورغ ‏ PHV | باركهوتل فالكنبورغ ‏ PHV | باركهوتل فالكنبورغ ‏ PHV |
| ----------------------- | ----------------------- | ----------------------- |
| م                       | عداء                    | مرتبة                   |
| 131                     | Leonie Bos ‏             | 98                      |
| 132                     | Sofie van Rooijen ‏      | 88                      |
| 133                     | Rosalie Van der Wolf‏    | 48                      |
| 134                     | فيمكا ماركوس            | 14                      |
| 135                     | كيرستي فان هافتن        | 65                      |
| 136                     | Marith Vanhove ‏         | لم يكمل السباق          |

| فالكار سيلانس ‏ VAL | فالكار سيلانس ‏ VAL   | فالكار سيلانس ‏ VAL |
| ------------------ | -------------------- | ------------------ |
| م                  | عداء                 | مرتبة              |
| 141                | Margaux Vigié ‏       | 45                 |
| 142                | كيارا كونسوني        | 7                  |
| 143                | Eleonora Gasparrini ‏ | 24                 |
| 144                | Karolina Kumięga ‏    | لم يكمل السباق     |
| 145                | Silvia Persico ‏      | 27                 |
| 146                | Ilaria Sanguineti ‏   | 32                 |

| بنجوال شوفالمير ‏ BCV | بنجوال شوفالمير ‏ BCV | بنجوال شوفالمير ‏ BCV |
| -------------------- | -------------------- | -------------------- |
| م                    | عداء                 | مرتبة                |
| 151                  | Minke Bakker‏         | 61                   |
| 152                  | Caren Commissaris‏    | 68                   |
| 153                  | Danique Braam ‏       | 115                  |
| 154                  | Julie Hendrickx‏      | 76                   |
| 155                  | Barbara Sniezynska‏   | لم يكمل السباق       |
| 156                  | Claudia Jongerius‏    | 95                   |

| روبل كليننينج ‏ IBC | روبل كليننينج ‏ IBC       | روبل كليننينج ‏ IBC |
| ------------------ | ------------------------ | ------------------ |
| م                  | عداء                     | مرتبة              |
| 161                | Haylee Fuller‏            | 64                 |
| 162                | Antonia Gröndahl ‏ (طريق) | 87                 |
| 163                | Ditte Lenseclaes‏         | لم يكمل السباق     |
| 164                | Lena Charlotte Reißner ‏  | 67                 |
| 165                | Sara Van de Vel ‏         | 69                 |
| 166                | أليس شارب                | 117                |

| دروبز ‏ DRP | دروبز ‏ DRP               | دروبز ‏ DRP     |
| ---------- | ------------------------ | -------------- |
| م          | عداء                     | مرتبة          |
| 171        | Eluned King ‏             | 85             |
| 172        | ماريا مارتينز (طريق)     | 5              |
| 173        | April Tacey ‏             | 80             |
| 174        | Marjolein van 't Geloof ‏ | 31             |
| 175        | Maike van der Duin ‏      | 82             |
| 176        | غلاديس فيرهلست ‏          | لم يكمل السباق |

| لوتو بيليسول للسيدات ‏ LSL | لوتو بيليسول للسيدات ‏ LSL | لوتو بيليسول للسيدات ‏ LSL |
| ------------------------- | ------------------------- | ------------------------- |
| م                         | عداء                      | مرتبة                     |
| 181                       | Katrijn De Clercq ‏        | 94                        |
| 182                       | Mieke Docx ‏               | 29                        |
| 183                       | Eefje Brandt‏              | 93                        |
| 184                       | Kristýna Burlová ‏         | 58                        |
| 185                       | Ines Van de Paar‏          | لم يكمل السباق            |
| 186                       | Kylie Waterreus ‏          | 25                        |

| أوتوجلاس ويترين ‏ MUL | أوتوجلاس ويترين ‏ MUL | أوتوجلاس ويترين ‏ MUL |
| -------------------- | -------------------- | -------------------- |
| م                    | عداء                 | مرتبة                |
| 191                  | Fien Delbaere ‏       | 62                   |
| 192                  | Elisa Serné‏          | 22                   |
| 193                  | Sara Maes‏            | 78                   |
| 194                  | Céline van Houtum‏    | 109                  |
| 195                  | Julie Stockman‏       | 38                   |
| 196                  | Bente van Teeseling ‏ | 116                  |

| إن إكس تي جي ريسينغ ‏ AGI | إن إكس تي جي ريسينغ ‏ AGI | إن إكس تي جي ريسينغ ‏ AGI |
| ------------------------ | ------------------------ | ------------------------ |
| م                        | عداء                     | مرتبة                    |
| 201                      | Maud Rijnbeek ‏           | لم يكمل السباق           |
| 202                      | Mylène de Zoete ‏         | 56                       |
| 203                      | Eline Van Rooijen ‏       | 110                      |
| 204                      | Senne Knaven ‏            | 97                       |
| 205                      | Gaia Masetti ‏            | 112                      |
| 206                      | Yuli Van der Molen ‏      | 66                       |

| بلانتور بورا سيلينج تيم ‏ ___ | بلانتور بورا سيلينج تيم ‏ ___ | بلانتور بورا سيلينج تيم ‏ ___ |
| ---------------------------- | ---------------------------- | ---------------------------- |
| م                            | عداء                         | مرتبة                        |
| 211                          | ساني كانت                    | 37                           |
| 212                          | Kiona Crabbé ‏                | 103                          |
| 213                          | Julie Van de Velde ‏          | 123                          |
| 214                          | Julie De Wilde ‏              | 19                           |
| 215                          | إنج فان دير هيدين            | 72                           |
| 216                          | Laura Süßemilch ‏             | 36                           |

| تيم كوب هايتك بوردكتس ‏ HPU | تيم كوب هايتك بوردكتس ‏ HPU | تيم كوب هايتك بوردكتس ‏ HPU |
| -------------------------- | -------------------------- | -------------------------- |
| م                          | عداء                       | مرتبة                      |
| 221                        | Emma Boogaard ‏             | 105                        |
| 222                        | Josie Nelson ‏              | 79                         |
| 223                        | Caroline Andersson ‏        | 106                        |
| 224                        | Nicole Steigenga ‏          | 11                         |
| 225                        | Sylvie Swinkels ‏           | 23                         |
| 226                        | Nora Tveit ‏                | 102                        |

| FDJ–Suez ‏ FSF | FDJ–Suez ‏ FSF      | FDJ–Suez ‏ FSF |
| ------------- | ------------------ | ------------- |
| م             | عداء               | مرتبة         |
| 1             | غريس براون         | 107           |
| 2             | Stine Borgli ‏      | 111           |
| 3             | Clara Copponi ‏     | 10            |
| 4             | أوجيني دوفال       | 104           |
| 5             | Maëlle Grossetête ‏ | 108           |
| 6             | إميليا فهلين       | 40            |

| إس دي وركس ‏ SDW | إس دي وركس ‏ SDW       | إس دي وركس ‏ SDW |
| --------------- | --------------------- | --------------- |
| م               | عداء                  | مرتبة           |
| 11              | لوت كوبيكي (طريق)     | 9               |
| 12              | إيلينا سيتشيني        | 50              |
| 13              | روكسان فورنييه        | 84              |
| 14              | كريستين ماجروس (طريق) | 28              |
| 15              | Lonneke Uneken ‏       | 4               |

| Lidl–Trek (women's team) ‏ TFS | Lidl–Trek (women's team) ‏ TFS | Lidl–Trek (women's team) ‏ TFS |
| ----------------------------- | ----------------------------- | ----------------------------- |
| م                             | عداء                          | مرتبة                         |
| 21                            | إليسا بالسامو (طريق)          | 1                             |
| 22                            | شيرين فان أنروي               | 92                            |
| 23                            | أمالي ديديريكسن (طريق)        | 70                            |
| 24                            | Lauretta Hanson ‏              | 96                            |
| 25                            | كلو هوسكينغ                   | 16                            |
| 26                            | ليتيزيا باتيرنوستر            | 49                            |

| كانيون–إس آر إيه إم ‏ CSR | كانيون–إس آر إيه إم ‏ CSR | كانيون–إس آر إيه إم ‏ CSR |
| ------------------------ | ------------------------ | ------------------------ |
| م                        | عداء                     | مرتبة                    |
| 31                       | Alice Barnes             | 8                        |
| 32                       | Shari Bossuyt ‏           | 20                       |
| 33                       | إيلا هاريس               | لم يكمل السباق           |
| 34                       | Pauliena Rooijakkers ‏    | 52                       |
| 35                       | تيفاني كرومويل           | 26                       |

| رالي سايكلنج ‏ HPW | رالي سايكلنج ‏ HPW   | رالي سايكلنج ‏ HPW |
| ----------------- | ------------------- | ----------------- |
| م                 | عداء                | مرتبة             |
| 41                | ليلي وليامز         | 17                |
| 42                | Henrietta Christie ‏ | 47                |
| 43                | ميكي كروجر          | 43                |
| 44                | Makayla MacPherson‏  | 30                |
| 45                | Marit Raaijmakers ‏  | 41                |
| 46                | Evy Kuijpers ‏       | 44                |

| ليف ريسينغ ‏ LIV | ليف ريسينغ ‏ LIV      | ليف ريسينغ ‏ LIV |
| --------------- | -------------------- | --------------- |
| م               | عداء                 | مرتبة           |
| 51              | Rachele Barbieri ‏    | 74              |
| 52              | إيفا بورمان          | 86              |
| 53              | Valerie Demey ‏       | 77              |
| 54              | أليسون جاكسون (طريق) | 75              |
| 55              | Katia Ragusa ‏        | 125             |
| 56              | Amber van der Hulst ‏ | 99              |

| موفيستار للسيدات ‏ MOV | موفيستار للسيدات ‏ MOV         | موفيستار للسيدات ‏ MOV |
| --------------------- | ----------------------------- | --------------------- |
| م                     | عداء                          | مرتبة                 |
| 61                    | Emma Norsgaard                | 6                     |
| 62                    | أود بيانيك                    | 33                    |
| 63                    | Jelena Erić (cyclist) ‏ (طريق) | 55                    |
| 64                    | باربرا جوارشي                 | 21                    |
| 65                    | أليسيا غونزاليس بلانكو        | 34                    |
| 66                    | Lourdes Oyarbide ‏             | 42                    |

| فريق كوجياس ميتلر لوك برو للدراجات ‏ CGS | فريق كوجياس ميتلر لوك برو للدراجات ‏ CGS | فريق كوجياس ميتلر لوك برو للدراجات ‏ CGS |
| --------------------------------------- | --------------------------------------- | --------------------------------------- |
| م                                       | عداء                                    | مرتبة                                   |
| 71                                      | Hannah Buch ‏                            | 59                                      |
| 72                                      | تمارا بالابولينا ‏                       | 100                                     |
| 73                                      | غولناز خاتونتسيفا                       | لم يكمل السباق                          |
| 74                                      | ديانا كليموفا                           | 101                                     |
| 76                                      | Léa Stern‏                               | لم يكمل السباق                          |

| Liv AlUla Jayco ‏ BEX | Liv AlUla Jayco ‏ BEX | Liv AlUla Jayco ‏ BEX |
| -------------------- | -------------------- | -------------------- |
| م                    | عداء                 | مرتبة                |
| 81                   | جيسيكا ألين          | 118                  |
| 82                   | جورجيا بيكر          | 114                  |
| 83                   | Teniel Campbell ‏     | 73                   |
| 84                   | جورجيا وليامز        | 71                   |
| 85                   | Arianna Fidanza ‏     | 15                   |
| 86                   | نينا كيسلر           | 60                   |

| فريق سنويب للسيدات ‏ DSM | فريق سنويب للسيدات ‏ DSM | فريق سنويب للسيدات ‏ DSM |
| ----------------------- | ----------------------- | ----------------------- |
| م                       | عداء                    | مرتبة                   |
| 91                      | لورينا ويبيس            | 2                       |
| 92                      | Léa Curinier ‏           | 122                     |
| 93                      | Megan Jastrab ‏          | 121                     |
| 94                      | ليا كيرشمان             | 35                      |
| 95                      | Charlotte Kool ‏         | 53                      |
| 96                      | Esmée Peperkamp ‏        | 124                     |

| يو أي أيه تيم ‏ UAD | يو أي أيه تيم ‏ UAD  | يو أي أيه تيم ‏ UAD |
| ------------------ | ------------------- | ------------------ |
| م                  | عداء                | مرتبة              |
| 101                | مارتا باستيانيلي    | 3                  |
| 102                | Maaike Boogaard ‏    | 13                 |
| 103                | يوجينة بوجاك (طريق) | 39                 |
| 104                | Linda Zanetti ‏      | 89                 |
| 105                | صوفيا بيرتيزولو     | 57                 |
| 106                | Anna Trevisi ‏       | 54                 |

| فريق أونو إكس برو للدراجات للسيدات ‏ UXT | فريق أونو إكس برو للدراجات للسيدات ‏ UXT | فريق أونو إكس برو للدراجات للسيدات ‏ UXT |
| --------------------------------------- | --------------------------------------- | --------------------------------------- |
| م                                       | عداء                                    | مرتبة                                   |
| 111                                     | سوزان أندرسن                            | 12                                      |
| 112                                     | Rebecca Koerner ‏                        | 90                                      |
| 113                                     | Julie Norman Leth ‏                      | 113                                     |
| 114                                     | هانا لودفيغ                             | 63                                      |
| 115                                     | Wilma Olausson ‏                         | 91                                      |
| 116                                     | Mie Bjørndal Ottestad ‏                  | 46                                      |

| Ceratizit Pro Cycling ‏ WNT | Ceratizit Pro Cycling ‏ WNT    | Ceratizit Pro Cycling ‏ WNT |
| -------------------------- | ----------------------------- | -------------------------- |
| م                          | عداء                          | مرتبة                      |
| 121                        | ساندرا ألونسو                 | 119                        |
| 122                        | فرانزيسكا بروس                | 120                        |
| 123                        | ماريا جوليا كونفالونيري       | 51                         |
| 124                        | Lara Vieceli ‏                 | 83                         |
| 125                        | Kathrin Schweinberger ‏ (طريق) | 81                         |
| 126                        | Lea Lin Teutenberg ‏           | 18                         |

| باركهوتل فالكنبورغ ‏ PHV | باركهوتل فالكنبورغ ‏ PHV | باركهوتل فالكنبورغ ‏ PHV |
| ----------------------- | ----------------------- | ----------------------- |
| م                       | عداء                    | مرتبة                   |
| 131                     | Leonie Bos ‏             | 98                      |
| 132                     | Sofie van Rooijen ‏      | 88                      |
| 133                     | Rosalie Van der Wolf‏    | 48                      |
| 134                     | فيمكا ماركوس            | 14                      |
| 135                     | كيرستي فان هافتن        | 65                      |
| 136                     | Marith Vanhove ‏         | لم يكمل السباق          |

| فالكار سيلانس ‏ VAL | فالكار سيلانس ‏ VAL   | فالكار سيلانس ‏ VAL |
| ------------------ | -------------------- | ------------------ |
| م                  | عداء                 | مرتبة              |
| 141                | Margaux Vigié ‏       | 45                 |
| 142                | كيارا كونسوني        | 7                  |
| 143                | Eleonora Gasparrini ‏ | 24                 |
| 144                | Karolina Kumięga ‏    | لم يكمل السباق     |
| 145                | Silvia Persico ‏      | 27                 |
| 146                | Ilaria Sanguineti ‏   | 32                 |

| بنجوال شوفالمير ‏ BCV | بنجوال شوفالمير ‏ BCV | بنجوال شوفالمير ‏ BCV |
| -------------------- | -------------------- | -------------------- |
| م                    | عداء                 | مرتبة                |
| 151                  | Minke Bakker‏         | 61                   |
| 152                  | Caren Commissaris‏    | 68                   |
| 153                  | Danique Braam ‏       | 115                  |
| 154                  | Julie Hendrickx‏      | 76                   |
| 155                  | Barbara Sniezynska‏   | لم يكمل السباق       |
| 156                  | Claudia Jongerius‏    | 95                   |

| روبل كليننينج ‏ IBC | روبل كليننينج ‏ IBC       | روبل كليننينج ‏ IBC |
| ------------------ | ------------------------ | ------------------ |
| م                  | عداء                     | مرتبة              |
| 161                | Haylee Fuller‏            | 64                 |
| 162                | Antonia Gröndahl ‏ (طريق) | 87                 |
| 163                | Ditte Lenseclaes‏         | لم يكمل السباق     |
| 164                | Lena Charlotte Reißner ‏  | 67                 |
| 165                | Sara Van de Vel ‏         | 69                 |
| 166                | أليس شارب                | 117                |

| دروبز ‏ DRP | دروبز ‏ DRP               | دروبز ‏ DRP     |
| ---------- | ------------------------ | -------------- |
| م          | عداء                     | مرتبة          |
| 171        | Eluned King ‏             | 85             |
| 172        | ماريا مارتينز (طريق)     | 5              |
| 173        | April Tacey ‏             | 80             |
| 174        | Marjolein van 't Geloof ‏ | 31             |
| 175        | Maike van der Duin ‏      | 82             |
| 176        | غلاديس فيرهلست ‏          | لم يكمل السباق |

| لوتو بيليسول للسيدات ‏ LSL | لوتو بيليسول للسيدات ‏ LSL | لوتو بيليسول للسيدات ‏ LSL |
| ------------------------- | ------------------------- | ------------------------- |
| م                         | عداء                      | مرتبة                     |
| 181                       | Katrijn De Clercq ‏        | 94                        |
| 182                       | Mieke Docx ‏               | 29                        |
| 183                       | Eefje Brandt‏              | 93                        |
| 184                       | Kristýna Burlová ‏         | 58                        |
| 185                       | Ines Van de Paar‏          | لم يكمل السباق            |
| 186                       | Kylie Waterreus ‏          | 25                        |

| أوتوجلاس ويترين ‏ MUL | أوتوجلاس ويترين ‏ MUL | أوتوجلاس ويترين ‏ MUL |
| -------------------- | -------------------- | -------------------- |
| م                    | عداء                 | مرتبة                |
| 191                  | Fien Delbaere ‏       | 62                   |
| 192                  | Elisa Serné‏          | 22                   |
| 193                  | Sara Maes‏            | 78                   |
| 194                  | Céline van Houtum‏    | 109                  |
| 195                  | Julie Stockman‏       | 38                   |
| 196                  | Bente van Teeseling ‏ | 116                  |

| إن إكس تي جي ريسينغ ‏ AGI | إن إكس تي جي ريسينغ ‏ AGI | إن إكس تي جي ريسينغ ‏ AGI |
| ------------------------ | ------------------------ | ------------------------ |
| م                        | عداء                     | مرتبة                    |
| 201                      | Maud Rijnbeek ‏           | لم يكمل السباق           |
| 202                      | Mylène de Zoete ‏         | 56                       |
| 203                      | Eline Van Rooijen ‏       | 110                      |
| 204                      | Senne Knaven ‏            | 97                       |
| 205                      | Gaia Masetti ‏            | 112                      |
| 206                      | Yuli Van der Molen ‏      | 66                       |

| بلانتور بورا سيلينج تيم ‏ ___ | بلانتور بورا سيلينج تيم ‏ ___ | بلانتور بورا سيلينج تيم ‏ ___ |
| ---------------------------- | ---------------------------- | ---------------------------- |
| م                            | عداء                         | مرتبة                        |
| 211                          | ساني كانت                    | 37                           |
| 212                          | Kiona Crabbé ‏                | 103                          |
| 213                          | Julie Van de Velde ‏          | 123                          |
| 214                          | Julie De Wilde ‏              | 19                           |
| 215                          | إنج فان دير هيدين            | 72                           |
| 216                          | Laura Süßemilch ‏             | 36                           |

| تيم كوب هايتك بوردكتس ‏ HPU | تيم كوب هايتك بوردكتس ‏ HPU | تيم كوب هايتك بوردكتس ‏ HPU |
| -------------------------- | -------------------------- | -------------------------- |
| م                          | عداء                       | مرتبة                      |
| 221                        | Emma Boogaard ‏             | 105                        |
| 222                        | Josie Nelson ‏              | 79                         |
| 223                        | Caroline Andersson ‏        | 106                        |
| 224                        | Nicole Steigenga ‏          | 11                         |
| 225                        | Sylvie Swinkels ‏           | 23                         |
| 226                        | Nora Tveit ‏                | 102                        |

## التصنيف العام النهائي
| التصنيف العام         | التصنيف العام    | التصنيف العام   | التصنيف العام             | التصنيف العام |
| العداء                | العداء           | البلد           | الفريق                    | الوقت         |
| --------------------- | ---------------- | --------------- | ------------------------- | ------------- |
| 1                     | إليسا بالسامو    | إيطاليا         | Lidl–Trek (women's team) ‏ | 3 س 52 د 11 ث |
| 2                     | لورينا ويبيس     | هولندا          | فريق سنويب للسيدات ‏       | + 0 ث         |
| 3                     | مارتا باستيانيلي | إيطاليا         | يو أي أيه تيم ‏            | + 0 ث         |
| 4                     | Lonneke Uneken ‏  | هولندا          | إس دي وركس ‏               | + 0 ث         |
| 5                     | ماريا مارتينز    | البرتغال        | دروبز ‏                    | + 0 ث         |
| 6                     | Emma Norsgaard   | الدنمارك        | موفيستار للسيدات ‏         | + 0 ث         |
| 7                     | كيارا كونسوني    | إيطاليا         | فالكار سيلانس ‏            | + 0 ث         |
| 8                     | أليس بارنز       | المملكة المتحدة | كانيون–إس آر إيه إم ‏      | + 0 ث         |
| 9                     | لوت كوبيكي       | بلجيكا          | إس دي وركس ‏               | + 3 ث         |
| 10                    | Clara Copponi ‏   | فرنسا           | FDJ–Suez ‏                 | + 3 ث         |
| مصدر: ProCyclingStats |                  |                 |                           |               |

### تصنيف النقاط
| تصنيف النقاط          | تصنيف النقاط      | تصنيف النقاط | تصنيف النقاط              | تصنيف النقاط |
| العداء                | العداء            | البلد        | الفريق                    | النقاط       |
| --------------------- | ----------------- | ------------ | ------------------------- | ------------ |
| 1                     | إليسا بالسامو     | إيطاليا      | Lidl–Trek (women's team) ‏ | 1120 نقطة    |
| 2                     | لوت كوبيكي        | بلجيكا       | إس دي وركس ‏               | 740 نقطة     |
| 3                     | لورينا ويبيس      | هولندا       | فريق سنويب للسيدات ‏       | 720 نقطة     |
| 4                     | مارتا باستيانيلي  | إيطاليا      | يو أي أيه تيم ‏            | 456 نقطة     |
| 5                     | صوفيا بيرتيزولو   | إيطاليا      | يو أي أيه تيم ‏            | 336 نقطة     |
| 6                     | آشلي مولمان       | جنوب أفريقيا | إس دي وركس ‏               | 328 نقطة     |
| 7                     | أنيميك فان فليوتن | هولندا       | موفيستار للسيدات ‏         | 320 نقطة     |
| 8                     | Clara Copponi ‏    | فرنسا        | FDJ–Suez ‏                 | 288 نقطة     |
| 9                     | ثريا بالادين      | إيطاليا      | كانيون–إس آر إيه إم ‏      | 284 نقطة     |
| 10                    | Elise Chabbey ‏    | سويسرا       | كانيون–إس آر إيه إم ‏      | 276 نقطة     |
| مصدر: ProCyclingStats |                   |              |                           |              |

## تصنيف الفرق

### الفرق حسب النقاط
| ترتيب الفرق حسب النقاط | ترتيب الفرق حسب النقاط              | ترتيب الفرق حسب النقاط   | ترتيب الفرق حسب النقاط |
| الفريق                 | الفريق                              | البلد                    | النقاط                 |
| ---------------------- | ----------------------------------- | ------------------------ | ---------------------- |
| 1                      | إس دي وركس 2022 ‏                    | هولندا                   | 1912 نقطة              |
| 2                      | Trek-Segafredo ‏                     | الولايات المتحدة         | 1532 نقطة              |
| 3                      | كانيون–إس آر إيه إم ريسينغ 2022 ‏    | ألمانيا                  | 1176 نقطة              |
| 4                      | Team DSM                            | هولندا                   | 956 نقطة               |
| 5                      | يو أي أيه تيم 2022 ‏                 | الإمارات العربية المتحدة | 904 نقطة               |
| 6                      | FDJ-Nouvelle Aquitaine-Futuroscope ‏ | فرنسا                    | 684 نقطة               |
| 7                      | موفيستار للسيدات 2022 ‏              | إسبانيا                  | 536 نقطة               |
| 8                      | فالكار ترافل سيرفس 2022 ‏            | إيطاليا                  | 520 نقطة               |
| 9                      | جامبو فيسما للسيدات 2022 ‏           | هولندا                   | 476 نقطة               |
| 10                     | Team BikeExchange ‏                  | أستراليا                 | 232 نقطة               |
| مصدر: ProCyclingStats  |                                     |                          |                        |

## تصانيف فرعية

### تصنيف أفضل شاب
| تصنيف أفضل شاب        | تصنيف أفضل شاب      | تصنيف أفضل شاب  | تصنيف أفضل شاب            | تصنيف أفضل شاب |
| العداء                | العداء              | البلد           | الفريق                    | الوقت          |
| --------------------- | ------------------- | --------------- | ------------------------- | -------------- |
| 1                     | شيرين فان أنروي     | هولندا          | Lidl–Trek (women's team) ‏ |                |
| 2                     | Lonneke Uneken ‏     | هولندا          | إس دي وركس ‏               |                |
| 3                     | فايفر جورجي         | المملكة المتحدة | فريق سنويب للسيدات ‏       |                |
| 4                     | Niamh Fisher-Black ‏ | نيوزيلندا       | إس دي وركس ‏               |                |
| 5                     | Femke Gerritse ‏     | هولندا          | باركهوتل فالكنبورغ ‏       |                |
| 6                     | Julie De Wilde ‏     | بلجيكا          | بلانتور بورا سيلينج تيم ‏  |                |
| 7                     | Julia Borgström ‏    | السويد          | إن إكس تي جي ريسينغ ‏      |                |
| 8                     | Shari Bossuyt ‏      | بلجيكا          | كانيون–إس آر إيه إم ‏      |                |
| 9                     | Marie Le Net ‏       | فرنسا           | FDJ–Suez ‏                 |                |
| مصدر: ProCyclingStats |                     |                 |                           |                |

## وصلات خارجية
- الموقع الرسمي
- لمحة عن سباق ثلاثة أيام من دي بان للسيدات 2022 على موقع  ProCyclingStats   (برو  سايكلنج  ستاتس) - إحصاءات  محترفي  الدراجات.
- ثلاثة أيام من دي بان للسيدات 2022 على موقع إحصائيات الدراجات الإحترافية (الإنجليزية)